# Friedland, Göttingen

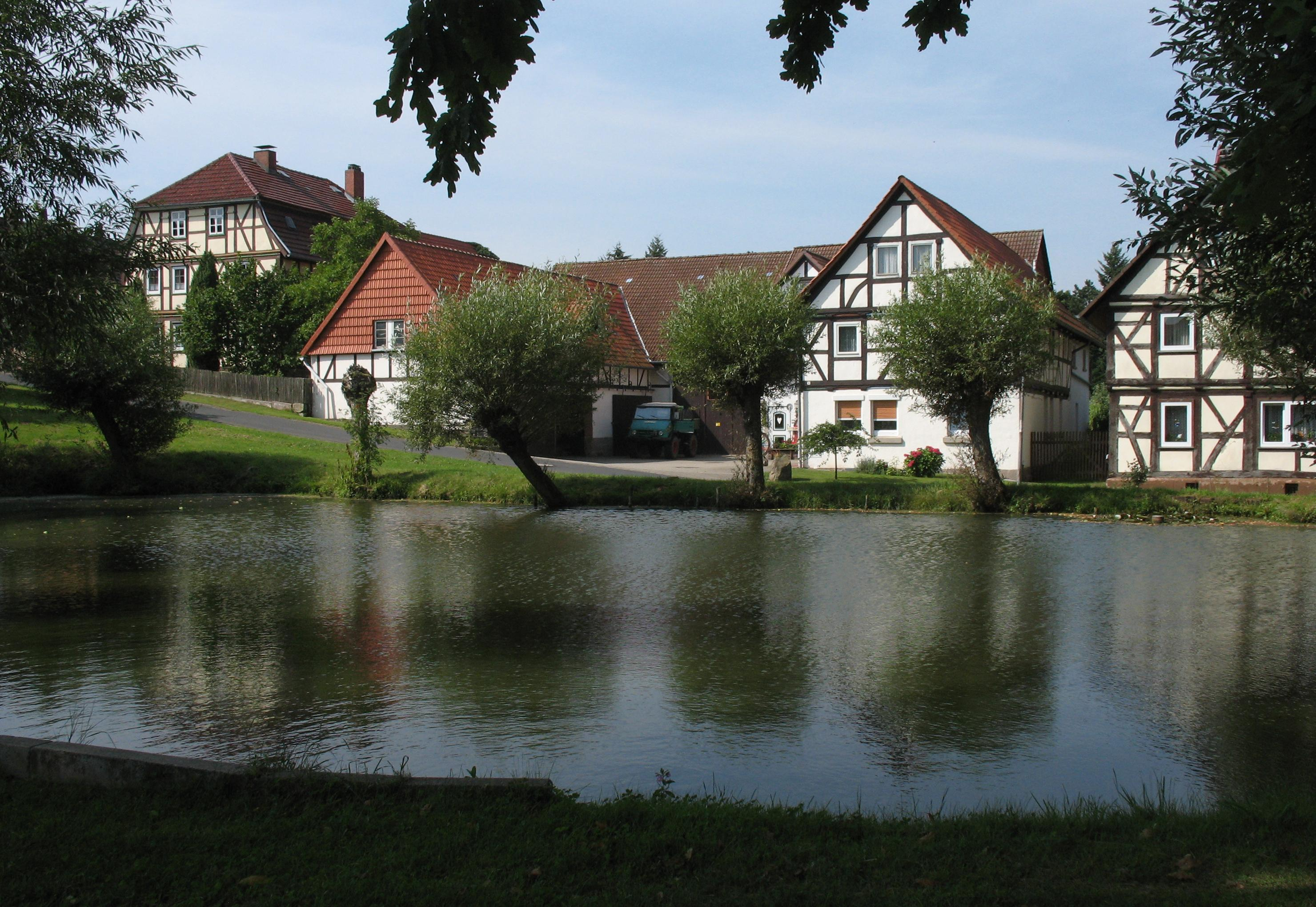
Lichtenhagen

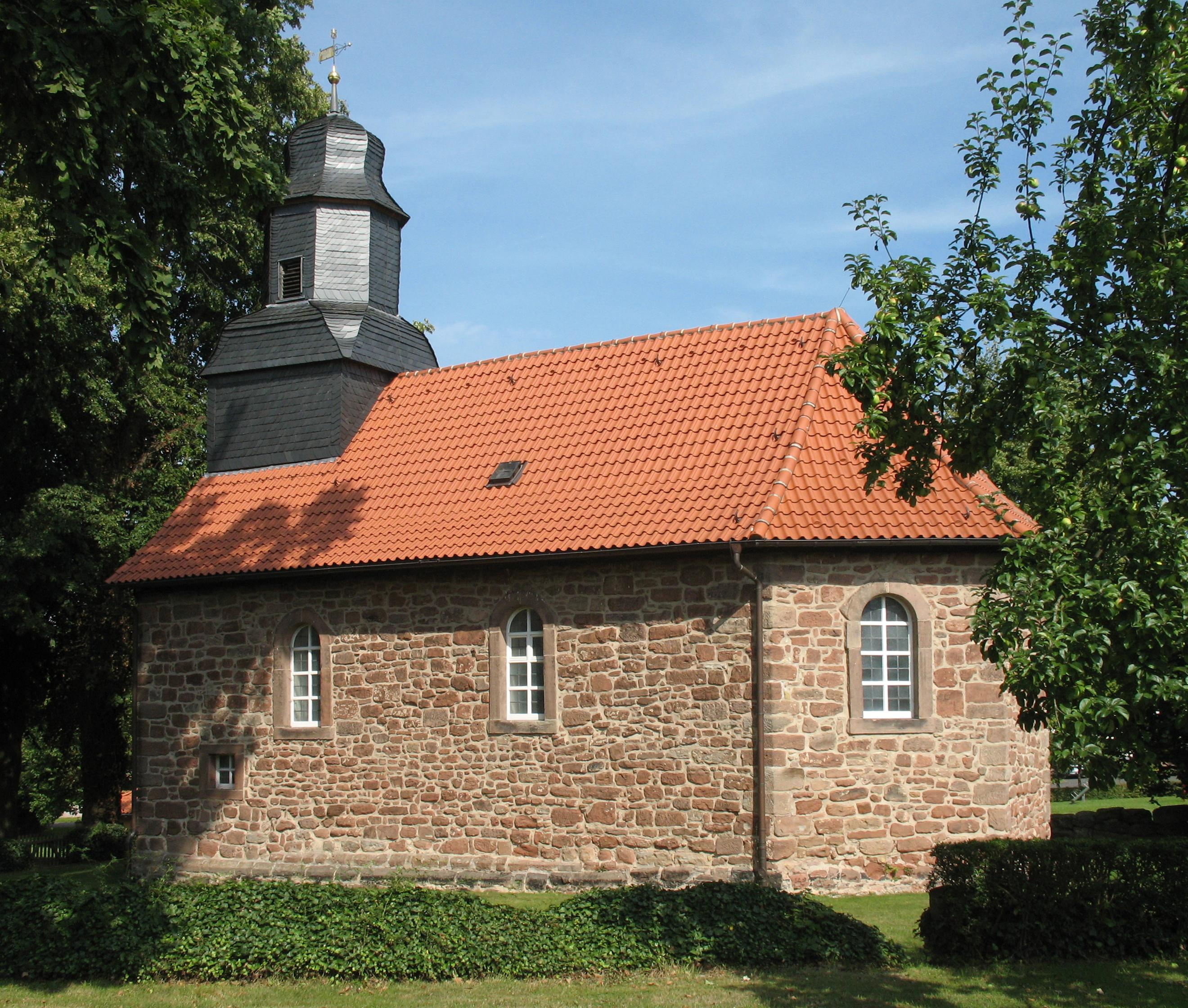
Nhà thờ

Friedland là một đô thị thuộc huyện Göttingen, trong bang Niedersachsen, Đức. Đô thị này có diện tích 75,68 km². Đô thị này nằm bên sông Leine, cự ly khoảng 13 km về phía nam của Göttingen.